# Tomorrow Never Dies
Tomorrow Never Dies is de achttiende James Bondfilm geproduceerd door EON Productions, met Pierce Brosnan als James Bond. De film is uitgebracht in 1997.

## Verhaal
De film begint als Bond spioneert op een illegale wapenmarkt op de Russische grens. De Britse admiraal Roebuck besluit om de wapenmarkt met een kruisvluchtwapen te vernietigen, maar ziet te laat dat er twee nucleaire torpedo's aanwezig zijn. Bond slaagt erin om het vliegtuig met de torpedo's weg te krijgen voordat de raket inslaat.
Kort daarna vindt er een vreemd incident plaats in de Zuid-Chinese Zee. Het Brits fregat 'Devonshire' is in Chinese wateren terechtgekomen, maar de bemanning denkt dat ze in internationale wateren liggen door geknoei met een satelliet door Carver. Dit is een plan van de megalomane mediamagnaat Elliot Carver (Jonathan Pryce), die een conflict tussen de twee grootmachten tracht te creëren. De Amerikaanse technicus Henry Gupta heeft voor Carver een gps-coderingsapparaat gekocht (op de wapenmarkt waar Bond ook was) en gebruikt deze om verkeerde informatie naar het fregat te sturen. Een stealth-schip van Carver brengt het fregat tot zinken en steelt enkele raketten, waarna ze ook een Chinees gevechtsvliegtuig neerhalen. De overlevenden van de Devonshire worden door de handlangers van Carver doodgeschoten met Chinese munitie om alles zo echt mogelijk te laten lijken. Carver zet dit nieuws precies zo schokkend mogelijk in zijn krant Tomorrow, zodat de publieke opinie op wraak begint te zinnen. De Britse regering stuurt de vloot, en MI6 heeft 48 uur de tijd voor onderzoek.
M is echter opgevallen dat de Tomorrow al nieuws over het incident publiceerde voordat de MI6 was ingelicht. Bovendien was er bij het incident een vreemd signaal opgevangen van een satelliet in Japan. Bond wordt naar Hamburg gestuurd, waar Carver zijn nieuwe televisiezender gaat lanceren. Bij aankomst krijgt hij van Q een BMW 750iL met extra snufjes, waaronder de mogelijkheid om de auto via de telefoon te sturen. Hier ontmoet Bond Wai Lin, die later een Chinese spionne blijkt, en Carvers vrouw Paris, die een oude vlam van Bond is. Bond verleidt Paris in de hoop meer informatie uit haar te krijgen. Tijdens de lancering van Carvers tv-zender wordt Bond apart genomen door Stamper en andere handlangers. Bond slaagt erin te ontsnappen en laat de lancering mislukken. Door middel van Paris komt Bond erachter dat Carver het coderingsapparaat heeft en steelt die. Bond verstopt het apparaat in zijn auto en keert terug naar zijn hotelkamer, waar hij een vermoorde Paris vind. De moordenaar van Paris, Dr. Kaufman, probeert Bond te elimineren, maar Bond is hem voor. Bij zijn auto wachten de handlangers van Stamper en Kaufman hem op en na een verwoestende achtervolging ontsnapt Bond.
Bond gaat naar de Zuid-Chinese Zee om het wrak te onderzoeken, waarbij hij Wai Lin ontmoet. Ze ontdekken dat er een raket gestolen is, maar worden allebei gevangengenomen door Carvers rechterhand Stamper. Deze brengt hen naar Carvers toren in Ho Chi Minhstad, maar ze ontsnappen, lichten hun superieuren in en gaan over tot samenwerking. Samen vinden ze Carvers stealth-schip, vanwaar hij de gestolen raket wil afvuren op Beijing. De corrupte generaal Chang zal dan de macht overnemen, en Carver in ruil daarvoor uitzendrechten in China bezorgen, zodat diens wereldwijde imperium compleet is. In het gevecht sterven Gupta en Carver. Stamper komt om als de gesaboteerde raket het schip vernietigt. Wai Lin en Bond blijven samen achter op de wrakstukken, waar ze van de liefde genieten.

## Filmlocaties
- RAF Mildenhall in Suffolk, Engeland
- HMS Westminster in het Portsmouth Naval Dockyard, Engeland
- Training simulator in Fareham, Hampshire, Engeland
- Mansion House , het huis van de burgemeester van Londen, Engeland
- New College and Brasenose College in Oxford, Engeland
- Harmsworth Quays Printers in Surrey Docks, Rotherhithe, Engeland
- Westferry Printers in Isle of Dogs, Londen, Engeland
- Financial Times Building in East India Dock, Londen, Engeland
- IBM Headquarters in Bedfont Lakes, Engeland
- Stoke Poges Golf Club in Stoke Poges, Engeland
- Atlantic Kempinski Hotel in Hamburg, Duitsland
- Brent Cross Shopping Centre in Londen, Engeland
- Somerset House in Londen, Engeland
- Luchthaven van Hamburg, Duitsland
- Private Hangar op de luchthaven van Stansted, Engeland
- Het centrum van Hamburg, Duitsland
- Peyresourde in de Pyreneeën, Frankrijk
- Bangkok, Thailand
- Ho Chi Minhstad, Vietnam
- Ha Long Baai Vietnam
- grens tussen  Rusland en  Georgië
- Zuid-Chinese Zee
- Baja Studios tank in Tijuana, Mexico
- Frogmore Studios in Frogmore, Engeland
- 007 Stage Tank in de Pinewood Studios, Engeland
- Arizona en Florida in de Verenigde Staten
- Tarbes en Biarritz, Frankrijk

## Oorsprong titel
De titel Tomorrow Never Dies verwijst naar de krant "Tomorrow" van Elliot Carver.

## Rolverdeling
| Acteur             | Personage                   |
| ------------------ | --------------------------- |
| Pierce Brosnan     | James Bond                  |
| Samantha Bond      | Miss Moneypenny             |
| Desmond Llewelyn   | Q                           |
| Judi Dench         | M                           |
| Jonathan Pryce     | Elliot Carver               |
| Michelle Yeoh      | Wai Lin                     |
| Teri Hatcher       | Paris Carver                |
| Ricky Jay          | Henry Gupta                 |
| Götz Otto          | Mr. Stamper                 |
| Joe Don Baker      | Jack Wade                   |
| Michael Kitchen    | Bill Tanner                 |
| Vincent Schiavelli | Dr. Kaufman                 |
| Colin Salmon       | Charles Robinson            |
| Geoffrey Palmer    | Admiraal Roebuck            |
| Julian Fellowes    | Minister van Defensie       |
| Cecilie Thomsen    | Prof. Inga Bergstrom        |
| Daphne Deckers     | PR-vrouw Carver Media Group |

## Muziek
De titelsong werd gezongen door de Amerikaanse rock-zangeres Sheryl Crow. Ook de Britse band Pulp had een nummer met de titel Tomorrow Never Dies voor de film geschreven, maar men koos het nummer van Sheryl Crow. Later zou het nummer verschijnen als B-kant op een van hun singles, onder de naam Tomorrow Never Lies, waarin Dies werd vervangen door Lies. Tomorrow Never Dies van Pulp zou in 2006 verschijnen op de luxe uitvoering van het album This Is Hardcore. De originele filmmuziek werd gecomponeerd door David Arnold. De James Bond Theme versie van Moby is ook uitgebracht op het officiële soundtrackalbum. Ook deed Alex Gifford van de band Propellerheads een bijdrage.

## Trivia
- De titel zou oorspronkelijk Tomorrow Never Lies zijn, totdat iemand het per ongeluk las als Tomorrow Never Dies, waarop besloten werd dat deze titel beter klonk.[2]
- Monica Bellucci deed auditie voor de rol van Paris Carver. Teri Hatcher kreeg de rol, maar merkte later op dat de rol haar geen bevredigend gevoel gaf.[3]
- Het oorspronkelijke idee was een film waarin de slechterik Hongkong wilde vernietigen, omdat het in 1997 van Britse handen zou worden teruggegeven aan China. Dit plot werd toch niet geschikt bevonden, zodat het script volledig herschreven moest worden, terwijl de opnames al voor de deur stonden.[4]
- Michael G. Wilson heeft een cameo als een handlanger van Carver. Dit is zeker niet zijn eerste cameo in een Bondfilm (hij heeft er vele gehad) maar wel de eerste met tekst.
- In deze film gebruikt Bond voor het eerst de Walther P99. Vanaf Dr. No had hij altijd een Walther PPK. Tot en met Quantum of Solace heeft hij de Walther P99.
- Tomorrow Never Dies kwam 35 jaar na de eerste Bondfilm Dr. No uit.
- De Nederlandse Daphne Deckers had een kleine bijrol in deze film.